# Mouton à lunettes de Carinthie

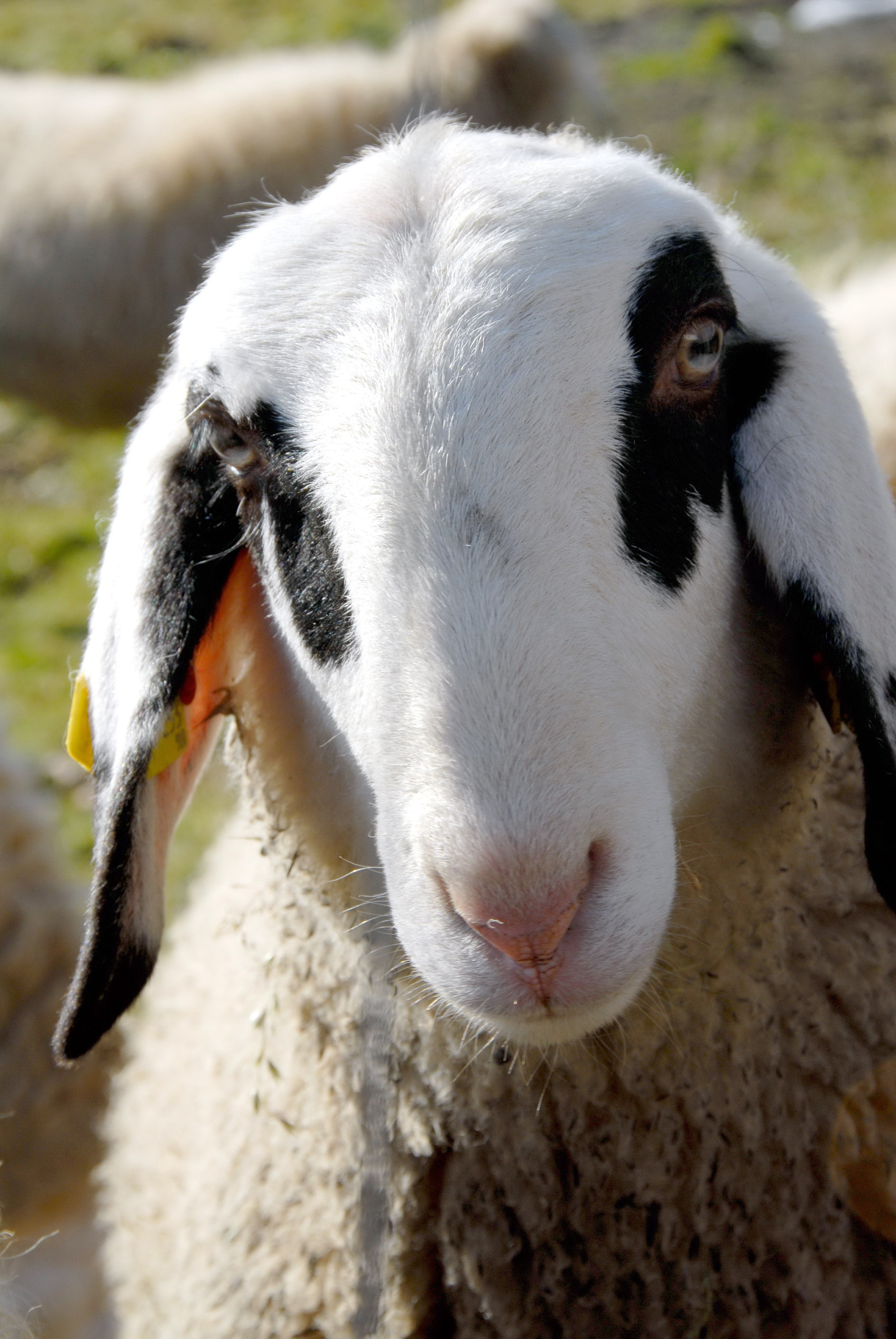
Tête.

Le mouton à lunettes de Carinthie (Kärntner Brillenschaf), ou mouton de Seeland, est une race ovine connue depuis le XVIIIe siècle en Autriche, spécialement dans la province de Carinthie. Son nom vient de la tache noire qui lui entoure les yeux. Il présente aussi des taches noires sur les oreilles et la queue.
Le mouton à lunettes de Carinthie existe en deux variétés, l'allemande et l'autrichienne. Toutes les deux appartiennent à la liste des races domestiques en danger d'extinction et descendent de l'ancienne race du mouton du Tyrol. La variété allemande est plus forte que la race bergamasque originaire de Nord de l'Italie et qui l'a influencée ; la variété autrichienne est plus mince. L'ancienne race du mouton de Padoue a fortement influencé ce mouton à lunettes. Jusqu'en 1938, ce mouton a lunettes était fort répandu dans les montagnes de Carinthie méridionale (aujourd'hui en Slovénie) et jusque dans le Tyrol oriental et le Haut-Adige. Il existe une sous-variété tyrolienne, et du Haut-Adige, dite mouton de Villnöß.
Désormais des organismes de sauvegarde des races domestiques en danger, comme l'Arche Austria en Autriche, s'efforcent de suivre cette race et d'aider les éleveurs à la préserver. Ainsi il existe un peu plus d'un millier d'individus en 2005 en Autriche. L'Allemagne est aussi concernée par sa préservation ; elle a été inscrite en 1984 à la liste de la Gesellschaft zur Erhaltung alter und gefährdeter Haustierrassen (GEH, Société de préservation des races domestiques anciennes en danger) en tant que « race domestique en danger de l'année ».